# Harthill (Derbyshire)
Pour les articles homonymes, voir Harthill.
Harthill est une paroisse civile du Derbyshire en Angleterre, dans le district de Derbyshire Dales.
Sa population était de 126 habitants en 2011.